# A kis űrkutya és az űrhajótöröttei
A kis űrkutya és az űrhajótöröttei, alcíme: Robi, az űrhajótörött és Jupi, a mindentudó kutya (eredeti cím: Pluk, naufragé de l'espace) 1979-ben bemutatott francia rajzfilm, amelynek rendezője és producere Jean Image. A forgatókönyvet France Image írta, a zenéjét Fred Freed szerezte. Műfaja sci-fi filmvígjáték. 
Franciaországban 1979. április 14-én mutatták be a mozikban. Magyarországon hangalámondással 1989-ben adták ki VHS-en, magyar szinkronnal 2010. május 9-én a Duna TV-n vetítették le a televízióban.

## Szereplők
| Szereplő                    | Eredeti hang | Magyar alámondás (1989) | Magyar hang (2010) |
| --------------------------- | ------------ | ----------------------- | ------------------ |
| Mesélő                      | N/A          | Koroknay Géza           | Fesztbaum Béla     |
| Robot Robi, az űrhajótörött | N/A          | Koroknay Géza           | N/A                |
| Jupi, a mindentudó kutya    | N/A          | Usztics Mátyás          | Kerekes József     |
| Niki                        | N/A          | Kovács Nóra             | N/A                |
| Babu                        | N/A          | Kovács Nóra             | N/A                |
| Főrobot                     | N/A          | Koroknay Géza           | N/A                |

További magyar hangok (magyar alámondásban): Koroknay Géza, Usztics Mátyás

## Televíziós megjelenések
Magyar szinkronnal az alábbi televíziókban vetítették le:
- Duna TV